# Moffett Federal Airfield
Pour les articles homonymes, voir Moffett.
Moffett Federal Airfield (IATA: NUQ, ICAO: KNUQ, FAA LID: NUQ) est un aéroport civil et militaire situé au bord de la baie de San Francisco, entre Mountain View et Sunnyvale en Californie.
En novembre 2014, la NASA a annoncé qu'elle louait l'aéroport à Google pour une durée de 60 ans. Google l'utilise pour son projet de recherche spatiale et robotique.

## Historique
En 1931, la ville de Sunnyvale a acheté une parcelle de 4 km2 et l'a revendue au gouvernement américain pour 1 $. L'aéroport a servi de base pour le dirigeable USS Macon.
La base a été nommée NAS Moffett Field en l'honneur de l'amiral William A. Moffett qui a été tué lors de l'écrasement du dirigeable USS Akron (ZRS-4) en 1933.
Après l'écrasement de l'USS Macon, l'US Navy a souhaité fermer l'aéroport à cause de son coût d'exploitation élevé. L'aéroport est devenu NAS North Island fin 1935.
En 1939 s'est établi le Ames Research Center.
À partir de 1942, NAS Moffett Field a été utilisé pour le développement de plusieurs générations d'avions anti sous-marins.
En 1960 est créé à proximité de l'aéroport l'Air Force Satellite Test Center (en).
Le 25 octobre 2008, un Zeppelin NT a atterri, livré à l'Airship Ventures (en).
Le 24 avril 2016, l'aéroport a vu atterrir Solar Impulse 2, en provenance de Hawaï.

## Caractéristiques

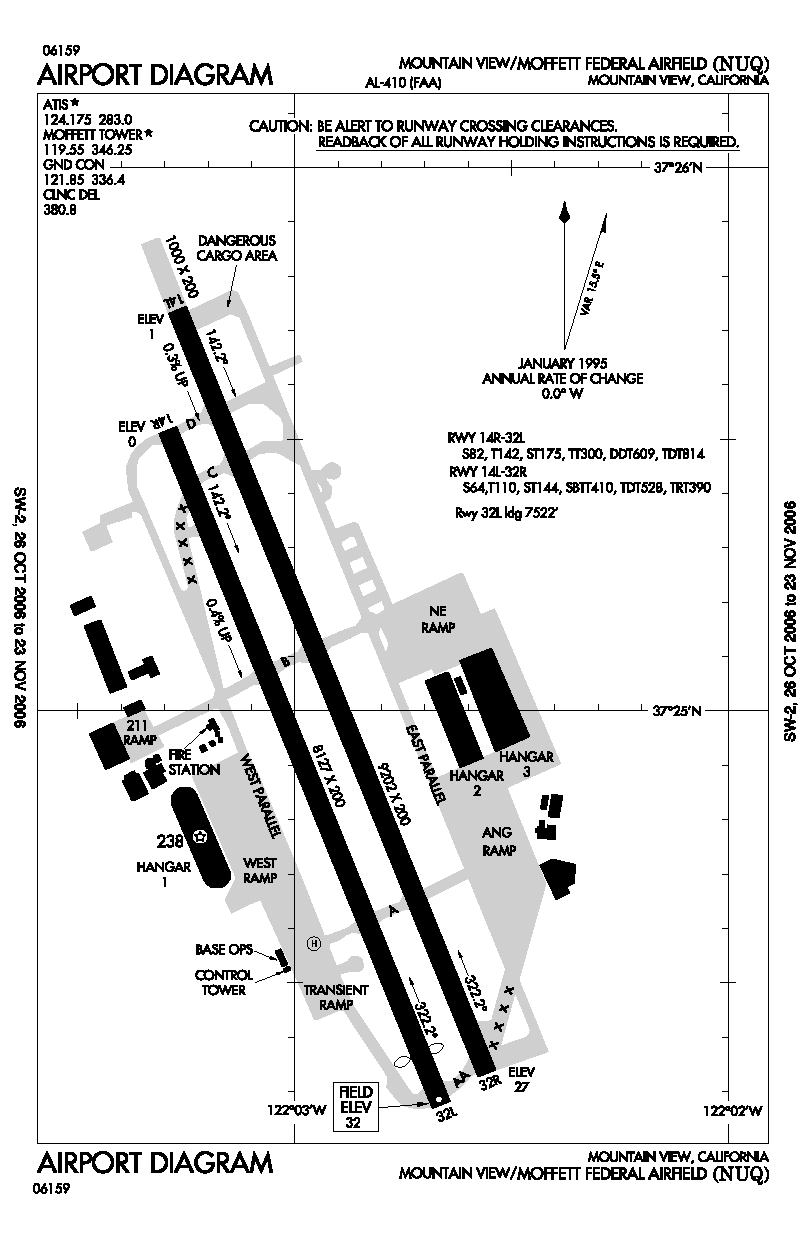
Plan de l'aéroport

L'aéroport dispose de deux pistes :
- 14L/32R : 2 805 m
- 14R/32L : 2 477 m

## Hangar
À l'ouest des pistes on peut apercevoir l'ancien hangar à dirigeables, construit dans les années 1930, une des plus importantes structures de ce type. Les hangars sont inscrits au registre des monuments historiques dans les années 1950.

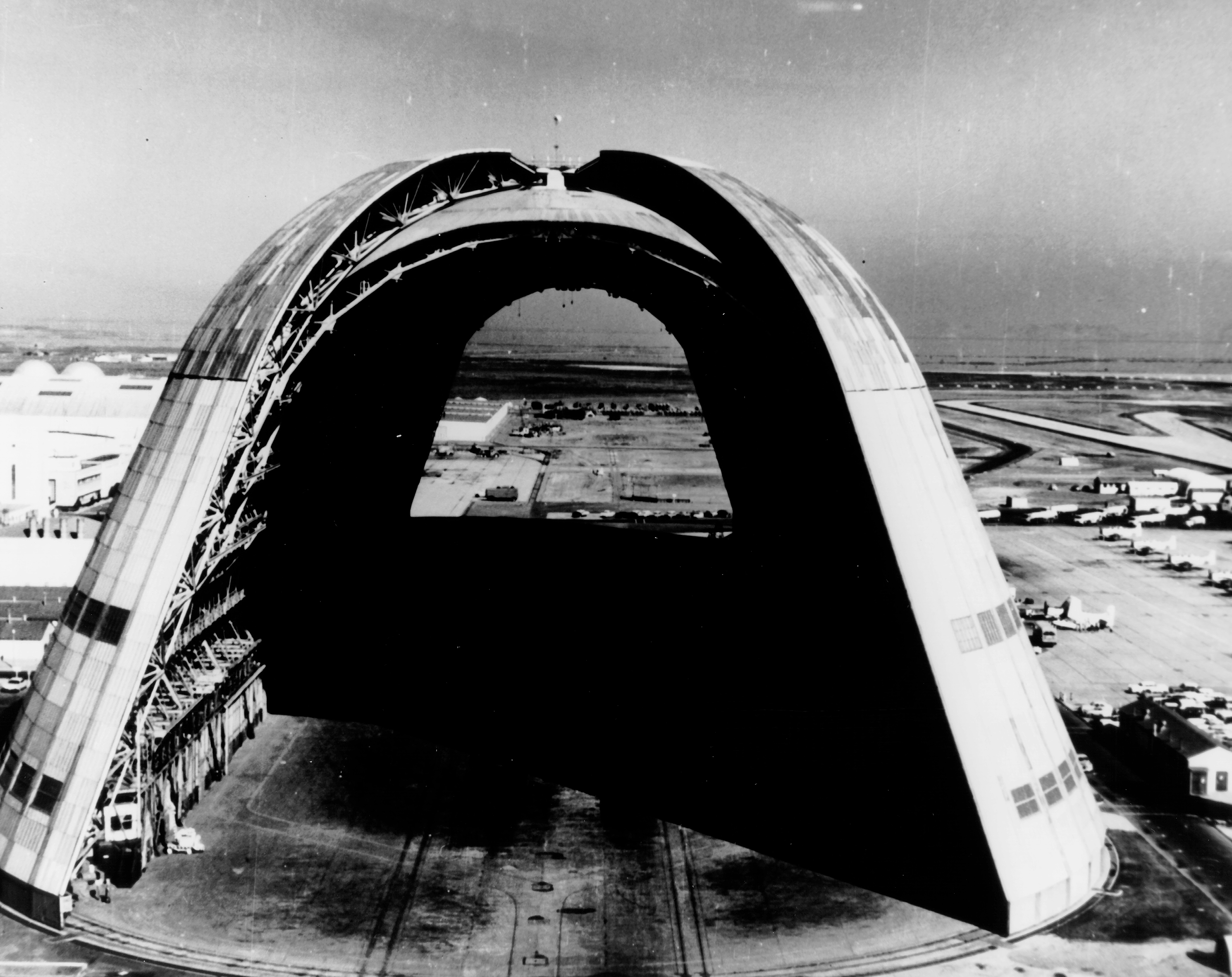
Le hangar à dirigeables
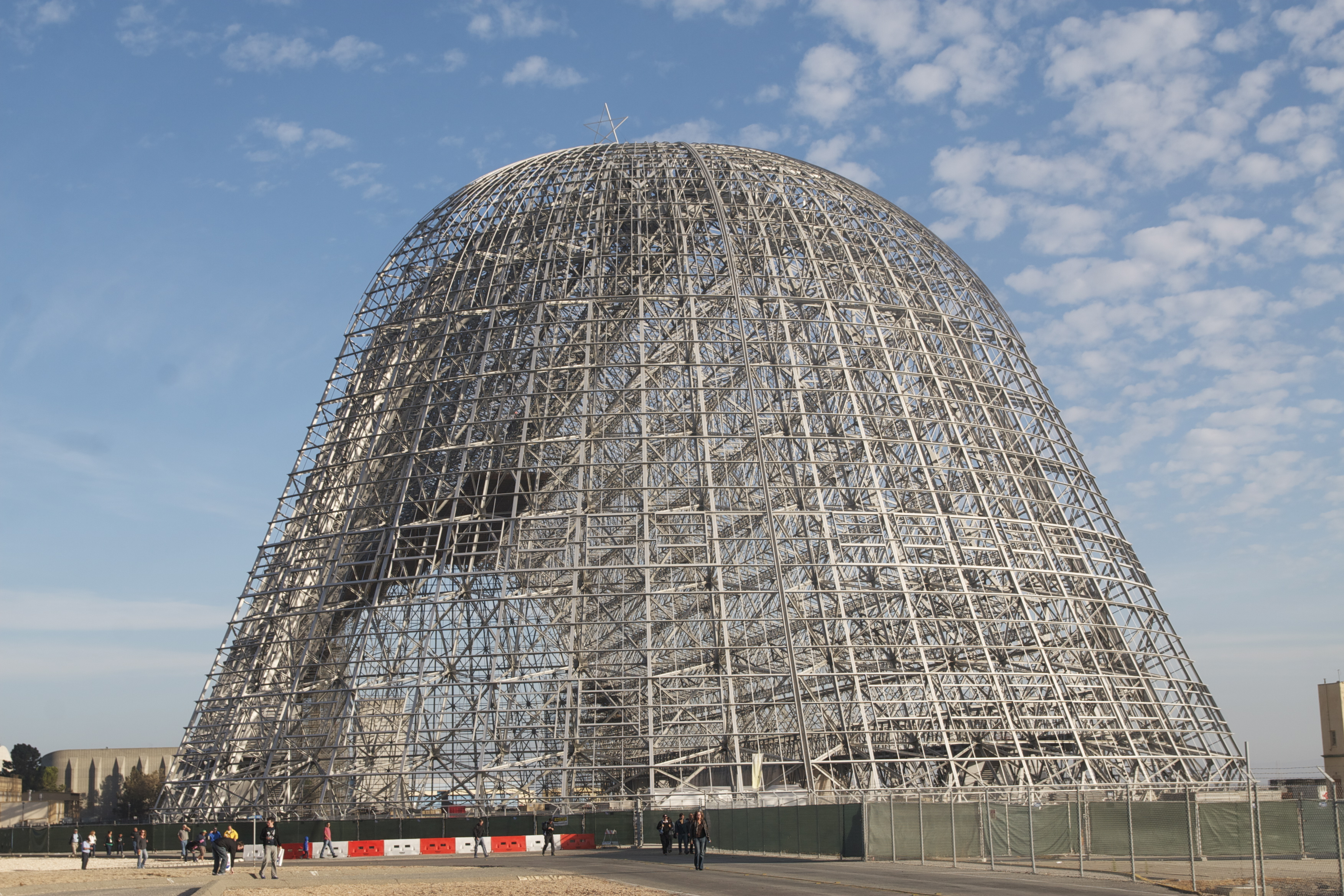
Structure du hangar mise à nu en 2012

## Aviation privée
L'aéroport sert de base aux avions des fondateurs de Google, Larry Page et Sergey Brin.